# Antdorf

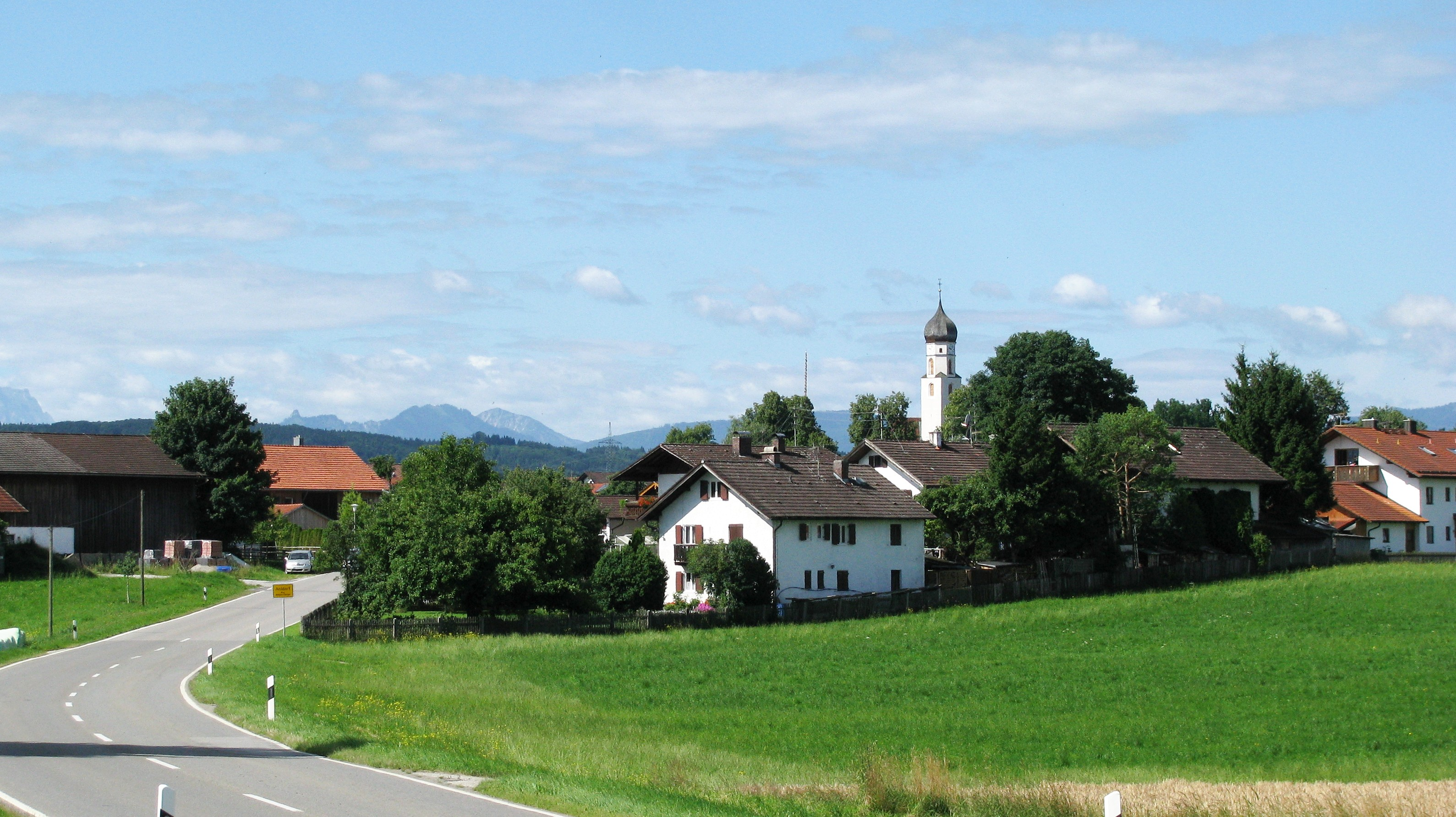
Antdorf aus Nordosten

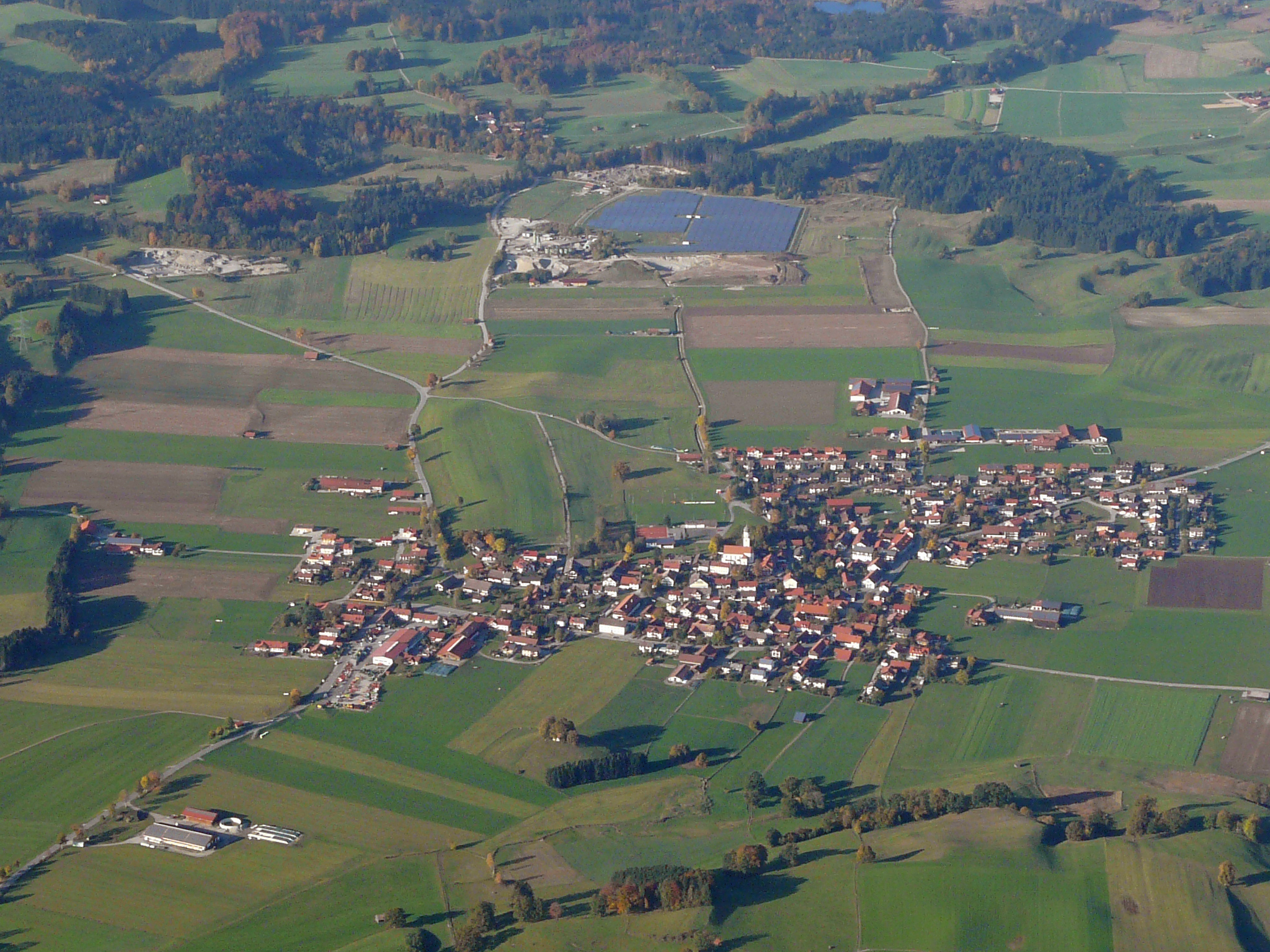
Antdorf von Süden

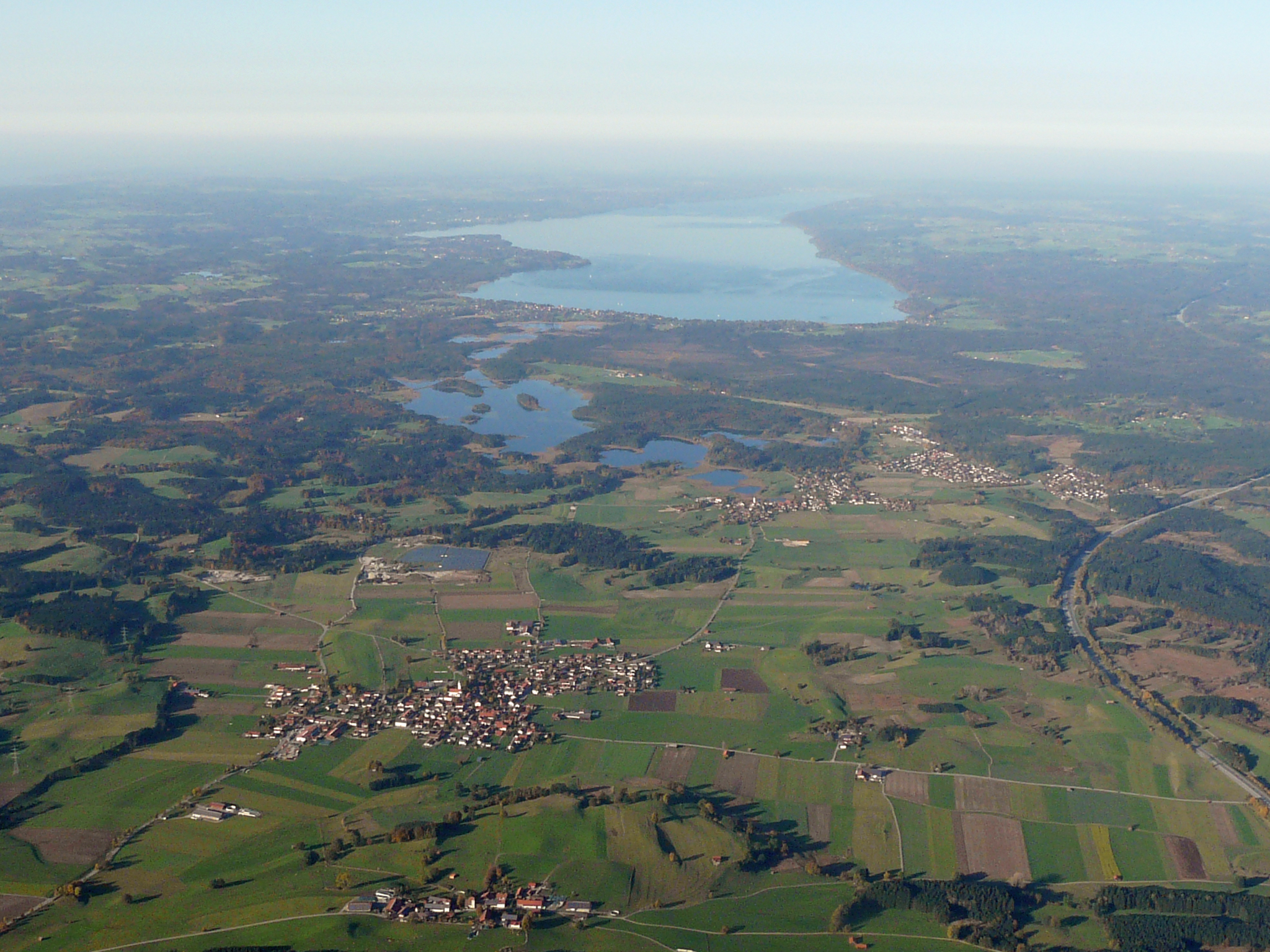
Antdorf vor den Osterseen und dem Starnberger See

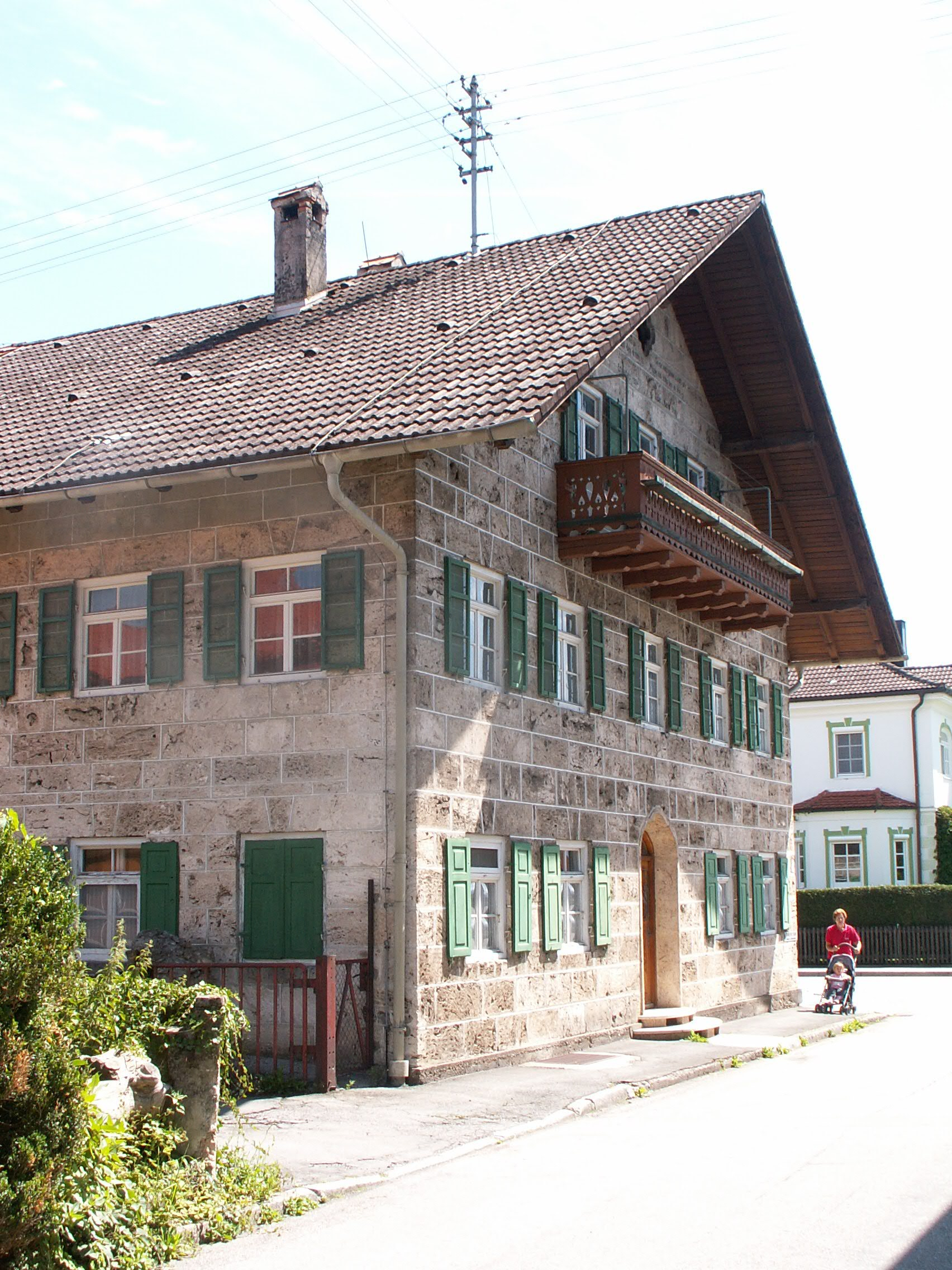
Anwesen in Antdorf

Antdorf ist eine Gemeinde im oberbayerischen Landkreis Weilheim-Schongau sowie Mitglied der Verwaltungsgemeinschaft Habach.

## Geografie
Antdorf liegt in der Region Oberland, etwa 50 km südwestlich von München.
Es gibt 13 Gemeindeteile (in Klammern ist der Siedlungstyp angegeben):
- Antdorf (Pfarrdorf)
- Breunetsried (Dorf)
- Dürnberg (Einöde)
- Frauenrain (Weiler)
- Gröben (Einöde)
- Neuried (Weiler)
- Obersiffelhofen (Weiler)
- Rieden (Weiler)
- Schillersberg (Einöde)
- Schwarzenbach (Einöde)
- Untersiffelhofen (Weiler)
- Wasla (Einöde)
- Weidwies (Einöde)

Gemarkungen sind Antdorf und Frauenrain.
Das Gemeindegebiet mit einer Fläche von 2237 ha (Stand 2012) teilt sich wie folgt auf:
- 68,2 % landwirtschaftliche Fläche
- 23,5 % Waldfläche
- 0,9 % Wasserfläche
- 3,4 % öffentliche Verkehrsfläche
- 2,7 % Gebäude- und Freifläche
- 0,9 % Betriebsfläche

## Geschichte

### Bis zur Gemeindegründung
Antdorf, das seinen Ursprung wohl in einer Ansiedlung aus der Zeit der bajuwarischen Landnahme, vermutlich schon in der ersten Hälfte des 6. Jahrhunderts hat, galt bereits zur Zeit der Klostergründung von Benediktbeuern (739/40) als der Hauptort der an der Isar und der Loisach gelegenen Besitzungen der Grafen von Antdorf. Die Antdorfer Grafen, eine Seitenlinie der Huosi, waren die Gründer und ersten Äbte des Klosters Benediktbeuern. Sie brachten damals 30 Höfe in die Klosterstiftung ein. Beim Ungarneinfall 905 wurde die Benediktbeurer Ordensniederlassung zerstört, wodurch Antdorf wieder ein Besitz des Ortsadels wurde und 1330 durch Kaiser Ludwig dem Bayern dem Kloster Ettal überlassen wurde. 1632, während des Dreißigjährigen Krieges, überfielen die Schweden den Ort, plünderten und brandschatzten; ein Drittel der Wohnstätten und auch die Pfarrkirche fielen den Flammen zum Opfer. So begann man 1688 mit dem Bau einer neuen Pfarrkirche. Der Ort war ein Teil des Kurfürstentums Bayern und bildete eine geschlossene Hofmark.
Im Zuge der Verwaltungsreformen in Bayern entstand mit dem Gemeindeedikt von 1818 die heutige Gemeinde, die zum Landgericht Weilheim gehörte.

### Eingemeindungen
Im Zuge der Gebietsreform in Bayern wurden am 1. Januar 1978 der größte Teil der aufgelösten Gemeinde Frauenrain mit 170 Einwohnern eingegliedert.

### Religionen
In Antdorf gibt es eine römisch-katholische Pfarrei St. Peter und Paul, zu der sich 66,4 % (Stand 2011) der Antdorfer Bevölkerung bekennen und zu der neben der Pfarrkirche St. Peter und Paul auch die ehemalige Wallfahrtskirche Mariä Himmelfahrt im Ortsteil Frauenrain, sowie die Kirnbergkapelle und andere kleine Kapellen und Grotten gehören. 9,9 % (Stand 2011) der Antdorfer sind evangelisch-lutherisch und ein Teil der evangelisch-lutherischen Kirchengemeinde Penzberg.

### Einwohnerentwicklung
Zwischen 1988 und 2018 wuchs die Gemeinde von 949 auf 1340 um 391 Einwohner bzw. um 41,2 %.
| Jahr      | 1840 | 1871 | 1900 | 1925 | 1939 | 1950 | 1961 | 1970 | 1987 | 1991 | 1995 | 2000 | 2005 | 2010 | 2015 | 2020 |
| --------- | ---- | ---- | ---- | ---- | ---- | ---- | ---- | ---- | ---- | ---- | ---- | ---- | ---- | ---- | ---- | ---- |
| Einwohner | 0596 | 0585 | 0607 | 0652 | 0621 | 1087 | 0748 | 0784 | 0927 | 0999 | 1049 | 1068 | 1111 | 1196 | 1288 | 1305 |

## Politik

### Gemeinderat
Im Antdorfer Gemeinderat sitzen zwölf Personen, die alle der Unabhängigen Wählergemeinschaft Antdorf (UWG) angehören.

### Bürgermeister
Folgende Personen waren seit 1840 Gemeindevorsteher bzw. Bürgermeister von Antdorf:
| Zeitraum  | Name                       | Partei                         | Anmerkung       |
| --------- | -------------------------- | ------------------------------ | --------------- |
|           | Josef Pölt                 |                                |                 |
|           | Johann Nepomuk Strobl      |                                |                 |
|           | Johann Georg Steigenberger |                                |                 |
|           | Peter Hoiß                 |                                |                 |
|           | Benedikt Wagner            |                                |                 |
| 1882–1888 | Johann Meier               |                                |                 |
| 1888–1912 | Josef Ponholzer            |                                |                 |
| 1912–1934 | Anton Kirnberger           |                                |                 |
| 1934–1938 | Friedrich Nägele           |                                |                 |
| 1938–1945 | Xaver Bartl                |                                |                 |
| 1945–1948 | Josef Zerluth              |                                |                 |
| 1948–1952 | Xaver Bartl                |                                | 2. Amtszeit     |
| 1952–1984 | Friedrich Nägele jun.      |                                |                 |
| 1984–2002 | Johann Schweyer            |                                |                 |
| 2002–2011 | Paul Frech jun.            |                                | 2011 verstorben |
| 2011–2014 | Peter Feldl                |                                |                 |
| seit 2014 | Klaus Kostalek             | Unabhängige Wählergemeinschaft |                 |

Bis 2014 gab es bei den Wahlen keinen Wahlvorschlag für den Bürgermeister. Im Jahr 2014 ließ sich Klaus Kostalek von der Unabhängigen Wählergemeinschaft aufstellen und wurde ohne Gegenkandidat gewählt. 2020 erfolgte seine Wiederwahl mit 97,4 % der Stimmen.
Zweiter Bürgermeister ist Franz Thanner, dritter Karl Kuhn.

### Wappen und Fahne
| | Blasonierung: „Gespalten; vorne in Blau unter einer silbernen Sichel schräg gekreuzt ein silbernes Schwert und ein silberner Schlüssel, hinten dreimal gespalten von Gold und Rot, im linken silbernen Obereck eine blaue heraldische Lilie.“ |
| Wappenbegründung: Die Sichel im vorderen Feld symbolisiert sowohl die Bedeutung der Landwirtschaft als Erwerbszweig wie auch die traditionsreiche Isidor-Bruderschaft. Schlüssel und Schwert, die Attribute der Heiligen Petrus und Paulus, beziehen sich auf die Kirchenpatrone von Antdorf. Die Farben Silber und Blau unterstreichen die von den Herzögen bzw. Kurfürsten aus dem Haus Wittelsbach ausgeübte Landeshoheit. Das hintere Feld erinnert an die Frühgeschichte der Gemeinde. Die dreifache Teilung von Gold und Rot mit dem silbernen Obereck gibt das apokryphe Wappen der Huosi wieder. Die schon um 740 nachweisbaren Grafen von Antdorf waren eine Nebenlinie der Huosi; sie sind 1260/80 ausgestorben. Die Huosi haben im 8. Jahrhundert das Kloster Benediktbeuern gegründet; Antdorf gehörte zur Erstausstattung des Klosters. Das legendäre Wappen der Huosi findet sich auch im Klosterwappen von Benediktbeuern wieder. Die Lilie im Obereck verweist auf das Marienpatrozinium des Klosters Ettal und auf die Überlassung Antdorfs an das 1330 neu gegründete Kloster. Vom 14. Jahrhundert bis zur Säkularisation 1803 unterstand die Gegend um Antdorf und Frauenrain als Enklave im Landgericht Weilheim dem Klostergericht Ettal (Amt Murnau). Das Mariensymbol stellt zugleich eine Verbindung zur Wallfahrtskirche Mariä Himmelfahrt in Frauenrain her. Antdorf führt das Wappen seit 1984. Die Gemeindeflagge ist Rot-Gelb-Blau. | |

### Steuereinnahmen
Die Gemeindesteuereinnahmen betrugen im Jahr 2012 911.000 Euro, davon sind (netto) 237.000 Euro Gewerbesteuereinnahmen.

## Kultur und Sehenswürdigkeiten

### Brauchtum
Brauchtum und Gepflogenheiten sind wesentlich durch den Ablauf des Kirchenjahres mit seinen Festtagen geprägt.
- Maibaumaufstellen und Mailauf (nur jedes 3. Jahr)
- Fronleichnamsprozession
- Sonnwendfeuer
- Patroziniumsfest an Mariä Himmelfahrt im Ortsteil Frauenrain[14]

## Wirtschaft
Im Jahr 2021 gab es nach der amtlichen Statistik
- im Bereich der Land- und Forstwirtschaft 0,
- im Produzierenden Gewerbe 157,
- im Bereich Handel, Verkehr und Gastgewerbe 48,
- im Bereich der Dienstleister 40

sozialversicherungspflichtig Beschäftigte am Arbeitsort.
Sozialversicherungspflichtig Beschäftigte am Wohnort gab es 570. Im verarbeitenden Gewerbe (sowie Bergbau und Gewinnung von Steinen und Erden) gab es keinen Betrieb. Zudem bestanden im Jahr 2020 39 landwirtschaftliche Betriebe mit einer landwirtschaftlich genutzten Fläche von 1555 ha. Davon waren 437 ha Ackerfläche und 1118 ha Dauergrünfläche. Außerdem waren im Bauhauptgewerbe 8 Betriebe vorhanden.

## Verkehr
Etwa einen Kilometer nördlich des Zentrums von Antdorf liegt das Ultraleichtfluggelände Antdorf.

## Bildung
2022 gab es folgende Einrichtungen:
- 1 Kindertageseinrichtungen: 103 Kindergartenplätze, 88 betreute Kinder

## Persönlichkeiten

### Ehrenbürger
| Verliehen   | Name             | Lebensdaten | Anmerkung                                                                                         |
| ----------- | ---------------- | ----------- | ------------------------------------------------------------------------------------------------- |
| 7. Mai 1952 | Xaver Bartl      | 1885–1973   | Altbürgermeister                                                                                  |
|             | Ambrosius Rogg   | † 1951      | Pfarrer in Antdorf von 1935 bis 1951                                                              |
| März 2009   | Friedrich Nägele | 1929–2011   | Altbürgermeister, Träger des Bundesverdienstkreuzes am Bande und der Kommunalen Verdienstmedaille |

### Personen, die in Antdorf gewirkt haben
- Thomas G. Greiner (* 1966), Komponist und Arrangeur
- Heinz Kreutz (1923–2016), Maler